# Переменно-влажный тропический лес
Переменно-влажные тропические леса — частично листопадные густые тропические леса. От влажнотропических лесов отличаются меньшим видовым разнообразием, уменьшением количества эпифитов и лиан.
Во влажный период напоминают вечнозелёные экваториальные леса, а в засушливый большая часть деревьев остаётся без листьев, кроме представителей вечнозелёных видов в нижних ярусах.
Переменно-влажные леса произрастают к югу и северу от влажных экваториальных лесов: в тропической части Африки, в Америке, в Индостане, на Шри-Ланке, в Индокитае, Китае, Северной и Северо-Восточной Австралии.
Животный мир переменно-влажных субтропических лесов представляют: слоны, львы, зебры, жирафы, броненосцы, носороги, страусы, марабу, большое разнообразие птиц.
Среди растений переменно-влажных лесов выделяют вечнозелёные, хвойные и лиственные деревья. К вечнозелёным относятся пальмы, фикусы, бамбук, различные виды магнолии, кипарис, камфорное дерево, тюльпанное дерево. Лиственные деревья представлены липой, ясенем, орехом, дубом, кленом. Из вечнозелёных часто встречаются пихта и ель.
Почвы переменно-влажных лесов имеют красный оттенок, жёлтый и тёмно-бурый, почвы в основном ферраллитные[неизвестный термин].